# Paisaje urbano (Guillermo Silveira)
Paisaje urbano es una de las numerosas obras de este género realizadas por el pintor y escultor español Guillermo Silveira (1922-1987), clasificable dentro de una extensa serie de realizaciones que según el propio autor «hacen contraste con los otros cuadros y con las que busco además un punto de contacto más directo con el público». Está pintada al óleo sobre tablex y sus dimensiones son de 37 x 44 cm.

## Historia y características
Si bien no está fechada, en vista de sus características y sus notables semejanzas con otras obras de esta misma época, el paisaje en cuestión se debió pintar en su domicilio estudio de la antigua calle del Pilar (hoy Avda. Antonio Montero Moreno) n.º 1-3.º izda. de la capital pacense, en el que Silveira residió con su familia desde mediados de 1962 hasta finales de los años 1960 o comienzos de la década siguiente. Con motivo de cumplirse en 2012 el 90.º aniversario del nacimiento y 25.º de la muerte del artista fue donada al Museo de Bellas Artes de Badajoz (MUBA) por su hija María Luisa, lo que elevaría a seis (cinco cuadros más el boceto escultórico del Cristo Redentor) el número de obras del pintor que se conservan hasta la fecha en el centro provincial.
Cromáticamente predominan los colores terrosos, grisáceos o sienas, dispuestos en grandes planos muy delimitados, así como un empleo abundante de materia pictórica, lo que acrecienta el matiz dramático de la escena.
En cuanto al aspecto iconográfico del cuadro cabe destacar la representación de algunos elementos habituales en otras obras del autor como casas abuhardilladas, carros, bidones de alquitrán, árboles secos, ermitas, chimeneas, etcétera.

## Exposiciones
- «Guillermo Silveira». Museo Provincial de Bellas Artes. Badajoz, 26 de marzo-31 de mayo de 2009 (n.º 13).[2]
- «Adquisiciones, Donaciones y Depósitos (2011-2012)». Museo Provincial de Bellas Artes. Badajoz, 19 de febrero-31 de marzo de 2013.

## Obras relacionadas
- Plaza [de Badajoz], 1958. Óleo sobre madera. «Exposición de Óleos: Guillermo Silveira García-Galán». Casa de la Cultura de la Diputación Provincial. Badajoz, 1-9 de diciembre de 1959 (n.º 23). «Exposición de Óleos de Guillermo Silveira García-Galán». Sala de exposiciones de la Sociedad de Instrucción y Recreo Liceo de Mérida (Badajoz), 11-17 de diciembre de 1961 (n.º 16). Col. particular, Cascaes (Portugal).[8]
- Paisaje urbano, 1962. Pintura al óleo, 56 x 70 cm. Col. particular, Badajoz.
- Éxodo hacia el sol, 1963. Óleo sobre lienzo, 90 x 70 cm. «III Premio Valdepeñas y XXIV Exposición Manchega de Artes Plásticas». Valdepeñas (Ciudad Real), septiembre de 1963 (n.º 86).[9][10] «Guillermo Silveira». Museo Provincial de Bellas Artes. Badajoz, 26 de marzo-31 de mayo de 2009 (n.º 36).[11] Col. particular, Badajoz.[12]
- Paisaje urbano, 1963. Gouache sobre papel, 31 x 42 cm. Col. particular, Badajoz.
- Plaza de Minayo (Badajoz), firmada y fechada «P-63 / SilveiraGG» en la parte inferior izquierda. Óleo sobre lienzo, 90 x 121 cm. «Exposición de Pinturas y Esculturas: G. Silveira García-Galán». Casa de la Cultura de la Diputación Provincial. Badajoz, 2-10 de mayo de 1963 (n.º 1). «Pinturas de Silveira». Sala de exposiciones de la Sociedad de Instrucción y Recreo Liceo de Mérida (Badajoz), 9-13 de febrero de 1964 (n.º 3). «Guillermo Silveira – un puñetazo de alma». Sala Espacio CB Arte de la Fundación CB de Badajoz. Avda. Santa Marina n.º 25, 11-29 de enero de 2022 (sin numerar). Col. particular, Talavera la Real (Badajoz).[8][13]
- Paisaje urbano en azul, 1965. Tinta y gouache sobre papel, 39 x 54 cm. Col. particular, Badajoz.
- Paisaje urbano, 1966. Gouache sobre papel, 43 x 58 cm. Col. particular, Badajoz.
- Paisaje urbano, 1968. Gouache sobre papel, 41 x 56 cm. Col. particular, Badajoz.

### Años 1970-1987
Aunque no se trata en ningún caso de fijar periodos estancos, desde comienzos de los años 1970 hasta su fallecimiento en 1987 cabe hablar de un notable interés del artista por la realización de una extensa serie de paisajes urbanos, «de apretadas casitas y tejados» (de pequeño y mediano formato), «con un colorido un tanto estridente», «donde sugiere escenas que bien pudieran ser un crisol de los diversos lugares que recorrió o de estampas nórdicas como las que se aprecian en algunos de los autores con los que mantuvo planteamientos similares», de los que se destacan los siguientes:
- Paisaje urbano, 1972. Gouache sobre papel, 45 x 61 cm. Col. particular, Mérida.
- Paso a nivel, 1977. Técnica mixta sobre lienzo, 65 x 81 cm. «XXVI Exposición de Otoño». Real Academia de Bellas Artes Santa Isabel de Hungría. Sevilla, 16 de octubre-17 de noviembre de 1977. «Exposición de Pinturas de Guillermo Silveira». Muestra retrospectiva (1959-1984) con ocasión de la Semana Cultural Militar. Sala de exposiciones del Banco de Bilbao (Badajoz), 3-9 de diciembre de 1984 (n.º 8). Col. particular, Badajoz.
- Bohemia en azul («CIRCO AZUL FONDA»), 1980. Gouache sobre papel. Inscripción en borde inferior del cuadro: «- bohemia en Azul - / G. SilveiraGG 1980». Col. particular, Cáceres.
- Paisaje urbano, 1984. Gouache sobre papel, 30,5 x 48,5 cm. «Guillermo Silveira – un puñetazo de alma». Sala Espacio CB Arte de la Fundación CB de Badajoz. Avda. Santa Marina n.º 25, 11-29 de enero de 2022 (sin numerar). Col. particular, Badajoz.[17]
- Sin título (quiosco de prensa), 1986. Gouache sobre papel, 36 x 50 cm. Col. particular, Cañaveral, Cáceres.
- Paisaje urbano (inacabada), 1987. Gouache sobre papel. Col. particular, Badajoz.

### Sin fecha definida (por orden alfabético)
- Buhardillas y tejados, ant. 1966. Óleo sobre tablex, 65 x 50 cm. Col. Particular, Salamanca.[18]
- Fonda el Norte. Tinta y gouache sobre papel, 36,5 x 52 cm. Col. particular, Badajoz.
- La Ría, ant. 1964. Óleo sobre lienzo, 46 x 55 cm. «Exposición de Pinturas y Esculturas: G. Silveira García-Galán». Casa de la Cultura de la Diputación Provincial. Badajoz, 2-10 de mayo de 1963 (n.º 16). «Pinturas de Guillermo Silveira». Salón de plenos del ayuntamiento de Fregenal de la Sierra (Badajoz), 25 de abril-2 de mayo de 1976.[19] «Exposición de Pinturas de Guillermo Silveira». Muestra retrospectiva (1959-1984) con ocasión de la Semana Cultural Militar. Sala de exposiciones del Banco de Bilbao (Badajoz), 3-9 de diciembre de 1984 (n.º 35). Enviada a la «VII Bienal de Pintura Provincia de León», celebrada del 19 de diciembre de 1986 al 11 de enero de 1987, justo cuatro meses antes de la muerte del pintor. «Guillermo Silveira». Museo Provincial de Bellas Artes. Badajoz, 26 de marzo-31 de mayo de 2009 (n.º 18). Col. particular, Badajoz.[20][21][22]
- Paisaje urbano («ALMACEN»). Gouache sobre papel, 35,5 x 47,5 cm. Col. particular, Badajoz.
- Paisaje urbano («CIRCO AZUL CARRO 5»), años 1980. Gouache sobre papel, 24 x 30 cm. Col. particular, Badajoz.
- Paisaje urbano («INDUSTRIAS METALURGICAS Hnos SA»), años 1980. Gouache sobre papel, 39 x 53 cm. Col. particular, Badajoz.[23]
- Paisaje urbano («MERENDERO EL RINCON»), años 1980. Gouache sobre papel, 24 x 31 cm. Col. particular, Badajoz.[24]
- Paisaje urbano (boceto) («FONDA DEL SUR»). Otras inscripciones: «VERDE / LETRAS / ROTAS», «CASA FUNDADA EN 1920», «COLLAGE», «BLANCO / AZULADO - VIOLETA / CON TEXTURAS / ARENAS / R|N oscuro». Lápiz de grafito sobre papel reciclado, 35 x 43 cm. Col. particular, Badajoz.
- Paisaje urbano (n.º 9). Tinta y gouache sobre papel, 36,5 x 52 cm. Col. particular, Badajoz.

Paisaje urbano nevado, años 1970. Óleo sobre tablex,
37 x 44 cm. Col. particular, Badajoz.

- Paisaje urbano nevado, años 1970. Óleo sobre tablex, 37 x 44 cm. «GUILLERMO SILVEIRA moderno / rupturista». Casa de la Cultura de Segura de León, Badajoz, 20-23 de julio de 2017. «Silveira en el castillo». Capilla del castillo de Segura de León, 27 de mayo-26 de junio de 2022. Col. particular, Badajoz.[25][26][27]
- Paisaje urbano, ant. 1971. 80 x 100 cm. Exposición Nacional de Arte Contemporáneo. Pabellón Mudéjar. Sevilla (fase de Andalucía y Badajoz), clausurada el miércoles 15 de julio de 1970. Paradero desconocido.[28]
- Paisaje urbano, años 1980. Gouache sobre papel, 24 x 30 cm. Col. particular, Badajoz.[29]
- Paisaje urbano, años 1980. Gouache sobre papel, 38 x 53 cm. Col. particular, Badajoz.[30]
- Sin título (caravanas circenses), c. 1982. Gouache sobre papel, 35 x 50 cm. Col. particular, Badajoz.[31]
- Sin título (carromatos de circo). Gouache sobre papel, 34 x 44 cm. Paradero desconocido.
- Sin título («LONJA AZUL»), firmada «SilveiraGG» en el ángulo inferior izquierdo. Otras inscripciones: «FONDA», «LONJA», «1910». Gouache sobre papel. Paradero desconocido.
- Vitral, ant. 1966. Laca vitral sobre vidrio, 61 x 35 cm. «Silveira Expone Pinturas». Casa de la Cultura de la Diputación Provincial. Badajoz, 28 de mayo-5 de junio de 1965 (n.º 17). Col. particular, Madrid.[32]

### Hemerografía
- G. Torga, José Manuel (4 jun. 1965). «De Silveira, como de El Cordobés, unos dicen que sí y otros que no». Hoy (Badajoz): 7.
- Medina, Tico (23 ene. 1969). «Las cosas y las gentes de esta tierra: El pintor». Informaciones. Crónica de España (Madrid): 25.
- Zoido, Antonio (3 dic. 1959). «La exposición de Guillermo Silveira». Hoy (Badajoz): 5.